# Lista över bevarade Saab 35 Draken
Saab 35 Draken är ett enmotorigt svenskt jaktflygplan som utvecklades av Saab AB för det svenska flygvapnet, där det ersatte J 29 Tunnan, J 32 Lansen S 32 Lansen och J 34 Hunter. Flygplanet var i militär tjänst i över 40 år i fyra europeiska länder.

## Belgien
Utställda
- J 35A 35067. Utställd vid Musée royal de l'Armée et d'Histoire Militaire, Beauvechain.

## Danmark
Utställda
- F-35 35-1001, A-001. Utställd på Danmarks Tekniske Museum, Helsingör.
- F-35 35-1005, A-005. Utställd på Koldkrigsmuseum, Langelandsfort.
- F-35 35-1006, A-006. Utställd på Bornholms Tekniske Samlinger, Allinge.
- F-35 35-1009, A-009. Utställd på Danmarks Flymuseum, Stauning.
- F-35 35-1010, A-010. Uppställd utomhus vid Aalborg Forsvars- och Garnisonsmuseum.
- F-35 35-1012, A-012. Uppställd på gårdsplanen utanför Egeskov Veteranmuseum.
- F-35 35-1014, A-014. Egholm slots museum.
- F-35 35-1017, A-017. Uppställd vid infarten till Hjallerups Mekaniske Museum, Hjallerup.
- RF-35 35-1102, AR-102. Uppställd utomhus vid Tönder flygplats.
- RF-35 35-1104, AR-104. Monterad på pelare utanför Termas fabrik i Grenå.
- RF-35 35-1105, AR-105. Ombyggd till flygsimulator. Uppmonterad utomhus i anslutning till fritidsklubben Viadukten, Roskilde.[1]
- RF-35 35-1112, AR-112. På pelare utanför vakten vid Flyvestation Karup.
- RF-35 35-1113, AR-113. Flyvåpnets Historiske Samling, disponeras av Draken Team Karup.
- RF-35 35-1118, AR-118 Uppställd utomhus vid entrén till Danmarks Flymuseum, Stauning.
- TF-35D 35-1158, AT-158, OY-SKA. Draken Team Karup..

## Estland
Utställda
- J 35J 35541 individ från svenska flygvapnet, utställd vid Lennundusmuuseum i Tartumaa.[2]

## Finland
Utställda
- J35BS DK-206 (35245) utställd vid Finlands flygmuseum, Vanda.
- J35S DK-207 utställd vid Päijänne Tavastlands flygmuseum, Asikkala.
- J35S DK-213 utställd vid Karelia Aviation Museum, Villmanstrand.
- J35FS DK-223 utställd vid Mellersta Finlands flygmuseum, Tikkakoski.
- J35FS DK-241 (35448) utställd vid Mellersta Finlands flygmuseum, Tikkakoski.
- J35FS DK-249 (35455) utställd vid Mellersta Finlands flygmuseum, Tikkakoski.
- J35FS DK-259 (35499) utställd vid Karhulan ilmailukerho Aviation Museum outside Kotka.
- J35CS DK-262 (35823) vid Finlands flygmuseum, utställd sommartid vid Vanda.
- J35FS DK-265 (35489) i Uleåsalo, flyttad år 2007 till okänd plats.
- J35CS DK-270 (35812) utställd vid Mellersta Finlands flygmuseum, Tikkakoski.

Ett antal individer står uppställda som minnesmärken vid Satakunta flygflottilj Tammerfors, Flygvapnets tekniska skola vid Halli flygplats, Lapplands flygflottilj Rovaniemi och Kittilä flygplats.

## Frankrike
Utställda
- J 35A 35069 individ från svenska flygvapnet, utställd vid Musée de l'Air et de l'Espace i Paris.[3]
- J 35Ö 351402 individ från österrikiska flygvapnet, utställd vid Musée des ailes anciennes, Toulouse

## Polen
Utställda
- J 35J 35520 individ från svenska flygvapnet, utställd vid Polish Aviation Museum i Kraków

## Storbritannien
Utställda
- J 35A 35075 individ från svenska flygvapnet, utställd vid Dumfries and Galloway Aviation Museum, tidigare RAF Dumfries, Scotland.[4]
- J 35F 35515 individ från svenska flygvapnet, utställd vid Airborne Systems, Llangeinor, Wales.[4]

## Sverige
Flygbara
- J 35J 35556, SE-DXR. Saab AB, disponeras av Swedish Air Force Historic Flight, F7 Såtenäs
- Sk 35C 35810, SE-DXP. Flygvapenmuseum, disponeras av Swedish Air Force Historic Flight.

Utställda
- J 35A 35-1 prototyp, utställd vid Svedinos Bil- och Flygmuseum, Ugglarp
- J 35B 35220 utställd vid High Chaparral, Kulltorp.
- J 35B 35221 utställd vid Österlens flygmuseum
- J 35B 35248 utställd vid Kareby Bil, Kungälv.
- J 35D 35375 utställd vid Flygvapenmuseum, Malmslätt/Linköping
- J 35F 35404 på pelare vid Kalmar flygplats (före detta F12).
- J 35J 35409 på pelare vid före detta Skånska flygflottiljen i Ängelholm.
- J 35F-1 35415 utställd vid Aeroseum, Göteborg.
- J 35F 35429 utställd vid Gotlands försvarsmuseum, Tingstäde.[5]
- J 35F 35477 på pelare längs E4:an i höjd med Linköping.
- J 35F 35482 utställd vid Aeroseum, Göteborg. Endast framkropp bevarad.
- J 35F 35496 utställd vid Västerås flygmuseum
- J 35F-2 35528 utställd vid Aeroseum, Göteborg.
- J 35J 35545 utställd vid Gotlands försvarsmuseum, Tingstäde.[6]
- J 35F 35550 på pelare utanför Saab AB i Linköping[7]
- J 35F-2 35551 utställd som simulerat haveri vid Kalixlinjens museum, Kalix.
- J 35F-2 35555 utställd vid Västerås flygmuseum
- J 35F 35583 på pelare vid före detta Västmanlands flygflottilj i Västerås.
- J 35F-2 35584 utställd vid Mannaminne, Nordingrå.
- J 35J 35586 utställd vid Aeroseum, Göteborg
- J 35J 35598 utställd vid Aeroseum, Göteborg
- J 35J 35604 utställd vid RFN museum i Vidsel
- J 35J 35606 utställd vid Ängelholms flygmuseum. Endast framkropp bevarad.
- J 35J 35616 utställd vid Volvo Museum, Göteborg.
- J 35J 35624 utställd vid Bunge flygmuseum, Bunge.[8]
- J 35J 35630 utställd vid Ängelholms flygmuseum.
- S 35E 35916 utställd vid F11 Museum vid Stockholm-Skavsta flygplats
- J 35D 35945 utställd vid Autoseum i Simrishamn
- S 35E 35952 utställd vid F21 Museum Luleå

Brandövningsobjekt
- J 35A 35073 ligger på F 7:s brandövningsplats i Såtenäs.
- J 35D 35391 ligger på Kalmar brandkårs övningsplats intill Kalmar Öland Airport
- J 35F-2 35504 ligger på F 7:s brandövningsplats i Såtenäs.
- J 35F-2 35519 ligger på F 7:s brandövningsplats i Såtenäs.
- J 35F-2 35535 ligger på F 7:s brandövningsplats i Såtenäs.
- J 35F-2 35609 Endast framkropp. Ombyggd till simulator och finns hos F13 Kamratförening på Bråvalla.

Privatägda
- J 35D 35329 på privat område i Landfjärden.

## Tjeckien
Utställda
- J 35J 35518 individ från svenska flygvapnet, utställd vid Prague Aviation Museum, Kbely

## Tyskland
Utställda
- J 35A 35086 individ från svenska flygvapnet, utställd vid Deutsches Museum Flugwerft Schleißheim
- J 35Ö 351404 individ från österrikiska flygvapnet, utställd vid Technik-Museum Speyer.
- S 35E 35931 individ från svenska flygvapnet, utställd vid Flugausstellung Hermeskeil

## USA
Flygbara
- J 35D 35350, N35350. Privatägd. McCellan Airport, Kalifornien.

Utställda
- TF-35 35-1151, N166TP. F.d. AT-151i danska flygvapnet. National Test Pilot School. Uppställd vid Mojave Air & Spaceport, Kalifornien.
- TF-35 35-1154, N168TP. F.d. AT-154 i danska flygvapnet. Castle Air Museum, Atwater, Kalifornien.

Magasinerade
- J 35F-2 35543, N543J. Privatägd. Uppställd vid McCellan Airport, Kalifornien.
- F-35 35-1020, N20XD. F.d. A-020 i danska flygvapnet. Förrådsställd vid Chino Airport, Kalifornien.
- RF-35 35-1020, N106XD. F.d. AR-106 i danska flygvapnet. Förrådsställd vid Chino Airport, Kalifornien
- RF-35 35-1110, f.d. N110FR. F.d. AR-110 i danska flygvapnet. Förrådsställd vid Mojave Air & Spaceport, Kalifornien.
- RF-35 35-1111, N111XD. F.d. AR-111 i danska flygvapnet. Förrådsställd vid Newport News/Willamsburg International Airport, Virginia.
- RF-35 35-1116, N116XD. F.d. AR-116 i danska flygvapnet. Förrådsställd vid Chino Airport, Kalifornien.
- RF-35 35-1119, N119XD. F.d. AR-119 i danska flygvapnet. Förrådsställd vid Mojave Air & Spaceport, Kalifornien.
- RF-35 35-1117, N217FR. F.d. AR-117 i danska flygvapnet. Förrådsställd vid Mojave Air & Spaceport, Kalifornien.
- TF-35 35-1153, N167TP. F.d. AT-153 i danska flygvapnet. National Test Pilot School. Förrådsställd vid Mojave Air & Spaceport, Kalifornien.
- TF-35 35-1155, f.d. N155XD. F.d AT-155 i danska flygvapnet. Förrådsställd vid Chino Airport, Kalifornien.
- TF-35 35-1157, N169TP. F.d. AT-157 i danska flygvapnet. National Test Pilot School. Förrådsställd vid Mojave Air & Spaceport, Kalifornien.

## Österrike
Utställda
- J 35OE 07 individ från österrikiska flygvapnet, utställd vid Österreichisches Luftfahrtmuseum, Feldkirchen bei Graz.[9][10]
- J 35OE 08 individ från österrikiska flygvapnet, utställd vid Zeltweg Museum.[11]
- J 35OE 09 individ från österrikiska flygvapnet, utställd vid Zeltweg Museum.[11]
- J 35OE 351413 individ från österrikiska flygvapnet, utställd vid Heeresgeschichtliches Museum in Wien.
- J 35OE 14 individ från österrikiska flygvapnet, utställd vid Zeltweg Museum.[11]
- J 35OE 351417 individ från österrikiska flygvapnet, uppställd i Tulln.[12]
- J 35OE 18 individ från österrikiska flygvapnet, utställd vid Salzburg flygbas.[13]
- J 35OE 21 individ från österrikiska flygvapnet, utställd vid Zeltweg Museum.[11]
- J 35OE 24 individ från österrikiska flygvapnet, utställd vid Flugplatz Vöslau.[14]
- J 35D 35339 individ från svenska flygvapnet, uppställd som gate guard vid Zeltweg. Fiktivt märkt som 25.[11]
- J 35J 35601 individ från svenska flygvapnet, uppställd utanför en galleria i Voitsberg. Fiktivt märkt som 16.[15]
- Sk 35C 35804 individ från svenska flygvapnet, utställd vid Österreichisches Luftfahrtmuseum, Feldkirchen bei Graz.[9][10]

Magasinerade
- J 35OE 04 individ från österrikiska flygvapnet, magasinerad i Zeltweg.[11]
- J 35OE 06 individ från österrikiska flygvapnet, magasinerad i Graz, privatägd.[16]
- J 35OE 12 individ från österrikiska flygvapnet, magasinerad Zeltweg Museum.[11]

Övningsflygplan
- J 35F 35514 individ från svenska flygvapnet, uppställd i Truppenübungsplatz Allentsteig.[17]
- J 35J 35596 individ från svenska flygvapnet, uppställd i Truppenübungsplatz Allentsteig.[17]
- J 35OE 11 individ från österrikiska flygvapnet, uppställd i Linz-Horsching.[18]

### Översättningar
Den här artikeln är helt eller delvis baserad på material från engelskspråkiga Wikipedia, List of surviving Saab 35 Drakens, 22 februari 2015.